# Vampire Night
Vampire Night is een computerspel voor het platform Sony PlayStation 2. Het spel werd uitgebracht in 2001. 